# Tomáš Tóth
Tomáš Tóth (* 20. května 1984 Varnsdorf) je původem ze severo českého města Varnsdorf, kde jako mladý začínal s basketbalem. Český basketbalista hrající Národní basketbalovou ligu za tým BK Kondoři Liberec.  Hraje na pozici křídla.
Je vysoký 195 cm, váží 96 kg.

## Kariéra
- 2001 – 2006 : USK Praha
- 2005 – 2009 : BK Kondoři Liberec (nejprve hostování, později trvale)
- 2009 – ?? : BK Synthesia Pardubice

## Statistiky
| Sezóna   | Soutěž      | Odehrané minuty | Průměr na zápas | Body | Průměr na zápas |
| -------- | ----------- | --------------- | --------------- | ---- | --------------- |
| 2000/01  | Mattoni NBL | 4.2             | 2.1             | 0    | 0.0             |
| 2001/02  | Mattoni NBL | 257.8           | 11.2            | 80   | 3.5             |
| 2002/03  | Mattoni NBL | 29.0            | 9.7             | 9    | 3.0             |
| 2003/04  | Mattoni NBL | 348.1           | 12.9            | 111  | 4.1             |
| 2004/05  | Mattoni NBL | 426.0           | 15.8            | 106  | 3.9             |
| 2005/06  | Mattoni NBL | 627.9           | 19.6            | 197  | 6.2             |
| 2005/06  | 2. liga     | 30.3            | 30.3            | 16   | 16.0            |
| 2005/06  | Český pohár | 15.8            | 15.8            | 8    | 8.0             |
| 2006/07* | Mattoni NBL | 448.8           | 23.6            | 116  | 6.1             |

 *Rozehraná sezóna - stav k 20.1.2007 